# Robert Anderson (poeta)
Robert Anderson (ur. 1 lutego 1770, zm. 26 września 1833) – poeta angielski, wywodzący się z ludu.

## Życie i twórczość
Był najmłodszy z dziewięciorga rodzeństwa. Pochodził z miasta Carlisle, leżącego w Kumbrii. W wieku dziesięciu lat zaczął pracować zarobkowo jako drukarz tekstylny. Ponieważ wykazywał zdolności artystyczne, wysłano go na pięć lat do Londynu na dalszą naukę wzornictwa przemysłowego.
W swojej twórczości poetyckiej wykorzystywał dialekt kumbryjski.
Wiersz Andersona zatytułowany Lucy Gray Of Allendale najprawdopodobniej zainspirował Williama Wordswortha do napisania utworu Lucy Gray, or Solitude.